# Ergavia venturii
Ergavia venturii är en fjärilsart som beskrevs av Louis Beethoven Prout 1917. Ergavia venturii ingår i släktet Ergavia och familjen mätare. Inga underarter finns listade i Catalogue of Life.